# Leveldesign

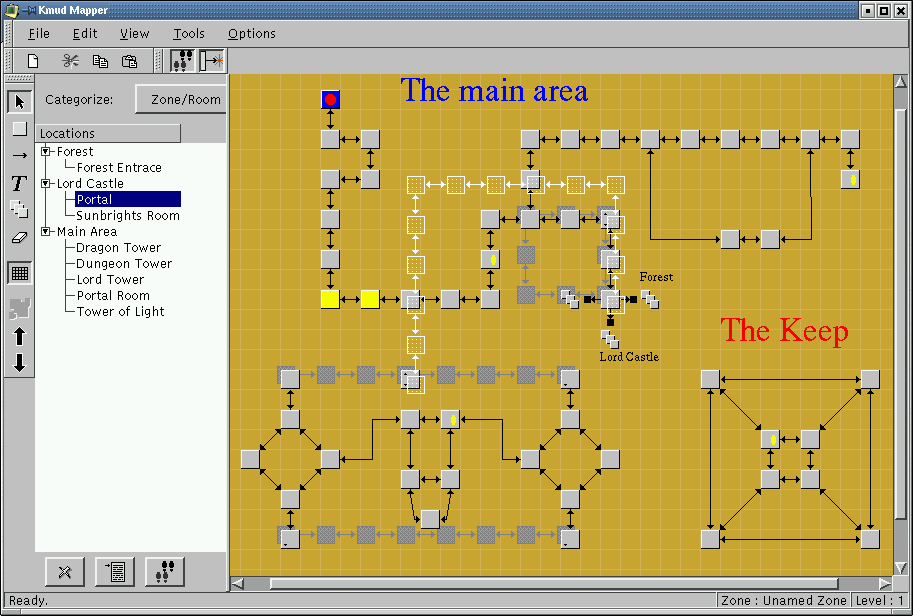
2D-Level-Editor (Kmud Mapper)

Unter Leveldesign (oft kurz als Mapping oder auch Editing bezeichnet) versteht man das Erstellen und Bearbeiten von 2- oder 3-dimensionalen Leveln und ähnlichen Spielwelten für Computerspiele. Die dafür notwendigen Computerprogramme heißen Level-Editoren.
Es gibt dabei verschiedene Arten von Leveldesign, da sich der Aufbau von Computerspielen stark unterscheiden kann. Der Leveldesigner hat dabei die Vorgabe, zwischen architektonischer Gestaltung, Gameplay und Performance eine Balance zu finden. Neben der architektonischen bzw. landschaftlichen Gestaltung eines Levels schafft der Leveldesigner bei den heute üblichen Game-Engines auch eine passende Klangkulisse und Beleuchtung für die virtuelle Welt. Bei Leveln für den von einer narrativen Struktur getragenen Einzelspieler-Modus schafft der Leveldesigner auch Umgebungs-basierte Rätselaufgaben und platziert die Gegner oder Monster sowie gegebenenfalls NPCs.
Leveldesign ist nicht zu verwechseln mit Modding, da bei letzterem auch die Spielmechanik geändert wird. Leveldesign ist vielmehr oft ein Teilgebiet des Moddings.

## Geschichte
Mit Aufkommen der PCs und der Verbreitung von Computerspielen unter den Heimanwendern wuchs das Interesse, diese Spiele durch selbst erstellte Level zu erweitern. Dies war zuerst nur durch Ändern des Binärcodes der Spiele möglich und damit nur Spezialisten vorbehalten.
Durch die Entwicklung des Internet und den Erfolg der Ego-Shooter entstanden nach und nach größere Online-Communities um die Spiele. In diesen Gemeinschaften wurde ein reger Austausch zwischen den Levelautoren betrieben, was sowohl technische als auch gestalterische Aspekte einschloss. Der Austausch der Maps wurde außerdem erheblich vereinfacht. Dies erkannten auch die Entwickler der Spiele, so dass diese nach und nach zu den Spielen auch spezielle Editoren verkauften oder häufiger auch kostenlos zur Verfügung stellten. Zudem qualifizierten sich nun auch immer häufiger Hobby-Leveldesigner durch ihre Arbeit als Nachwuchs für die professionellen Spieleentwicklerfirmen. Mittlerweile gibt es kaum ein größeres PC-Spiel, das auf einen kostenlosen Leveleditor verzichtet.
Durch die zunehmende Komplexität der Spiele sind die Anforderungen an den Map-Autor stark gestiegen. So sind Kenntnisse im 3D-Modelling, in der Computergrafik und in Skriptsprachen fast schon obligatorisch, um den Ansprüchen der Community gerecht zu werden.

## Vorgang
Die Anforderungen an eine Map hängt von dem Spielprinzip ab. Bei einfacheren Spielen reicht es meist, Mapgrenzen und Objekte mit Hilfe von Koordinaten zu platzieren, was durchaus mit einem einfachen Texteditor passieren kann. Bei modernen 3D-Computerspielen mit ihrer komplexen Geometrie ist es jedoch notwendig, einen speziell angepassten Editor zu benutzen.
Häufig liegen die so erstellten Maps nur als Quellcode vor, den man im Folgenden noch kompilieren muss.
Der Vorgang bei der Maperstellung lässt sich in drei Phasen unterteilen:
- Zuerst sollte das Grundgerüst erstellt werden. Dies ist vergleichbar mit dem Plot einer Geschichte. Grundsätzliche Eigenschaften wie Levelbegrenzungen, erreichbare Areale, Laufwege und weitere grundsätzliche und vom Spielprinzip abhängige Dinge sind hierbei festzulegen und in die Map einzubauen. Hierbei ist auch die Beachtung der Spielregeln und Spielmechanik wichtig, um die Map für den Spieler interessant zu gestalten.

- Ist dieses Grundgerüst festgelegt, geht es darum, der Map einen Charakter, eine Atmosphäre zu geben. Dies geschieht durch Einbettung in ein ganz bestimmtes Setting, z. B. Science-Fiction, Fantasy, Zweiter Weltkrieg, Orient oder Anderes. Dies erreicht man beispielsweise durch Auswahl bestimmter Texturen, Gestaltung einer charakteristischen Architektur, Platzierung von passenden Objekten, einer ausdifferenzierten Klangkulisse und Beleuchtung und vielem mehr. Professionelle Mapautoren schaffen hier Maps mit fast spielfilmartiger Atmosphäre.

- Zwischendurch und insbesondere zum Schluss muss die Map auf die unterschiedlichsten Aspekte überprüft werden. Hierzu gehören technische Funktion, Spielbarkeit, Levelmechanik und insbesondere bei auf 3D-Geometrie aufbauenden Spielen, die Spielgeschwindigkeit. Hierzu ist es üblich, die erstellte Map einer Testphase zu unterziehen. Unter Umständen ist diese Phase die umfangreichste.

- Unter den von Spielern hobbymäßig selbst erstellten Maps sind solche für den Mehrspieler-Modus am häufigsten, da sie weit weniger aufwendig zu erstellen sind als Einzelspieler-Maps: Für diese benötigt man sogenannte Skripts, die das Verhalten von z. B. Gegnern bestimmen, man kann Zwischensequenzen (cutscenes) einsetzen und außerdem eine spannende Mission konstruieren, die der Spieler erfüllen muss. Deshalb werden Singleplayer-Maps manchmal von ganzen Teams erstellt, allein eine zu erstellen bedeutet einen beträchtlichen Zeitaufwand.

## Erstellen von Karten für 2D-Spiele
Nicht nur für Ego-Shooter gibt es lebendige Editing-Communitys. Ebenso für Strategiespiele und sogar für einige Jump'n'Runs gibt/gab es Mapper. Da diese zweidimensionalen Spiele an Bedeutung verloren haben, sind auch ihre Communitys verschwunden.
Das Kartenerstellen für zweidimensionale Strategiespiele funktioniert anders und ungleich einfacher als das für Ego-Shooter:
- Der Editor ist meistens schon mitgeliefert und über einen Menüpunkt im Spiel zu erreichen. Der Mapper wählt aus Objekten, wie z. B. Bäumen und Tieren und setzt diese in seine Karte. Viele Komfortfunktionen erleichtern ihm das Erstellen von Skripts und Missionen.

- Eine vollwertige Mod für ein 2D-Strategiespiel zu erstellen ist zwar schwierig, da viele neue zweidimensionale Grafiken von Hand erstellt werden müssen, aber in Egoshootern müssen 3D-Objekte mit Texturen versehen werden, wobei es schwierig ist, dass sein erstelltes Bild nicht verzerrt wird.

## Tile-Design
Kachelgrafik ist hauptsächlich bei 2D-Spielen verbreitet. Hierbei wird der Level in so genannte Tiles aufgesplittet, die meistens eine feste Größe haben (beispielsweise beim Super Nintendo Entertainment System 8×8 Pixel). Der Level wird dabei aus mehreren Teilen dieser Tiles zusammengesetzt, die zusammen eine Karte ergeben. Berühmte Beispiele für dieses Design sind Super Mario (Jump'n'Run) und Final Fantasy I-VI. Das Tiledesign wurde in den vergangenen Jahren – im professionellen Bereich – fast vollumfänglich durch die „echte“ dreidimensionale Berechnung verdrängt. Unter Hobbyentwicklern ist das Tiledesign noch heute sehr beliebt, da keinerlei Wissen über 3D-Mathematik oder ähnliche Fachbereiche vonnöten sind.
Wurde/wird meistens verwendet für:
- Klassische Jump'n'Run und RPG-Spiele
- frühere Aufbau- und Echtzeitstrategiespiele (isometrische Tiles, auch 2,5D oder Schein-3D genannt.)

## Indoor-Design

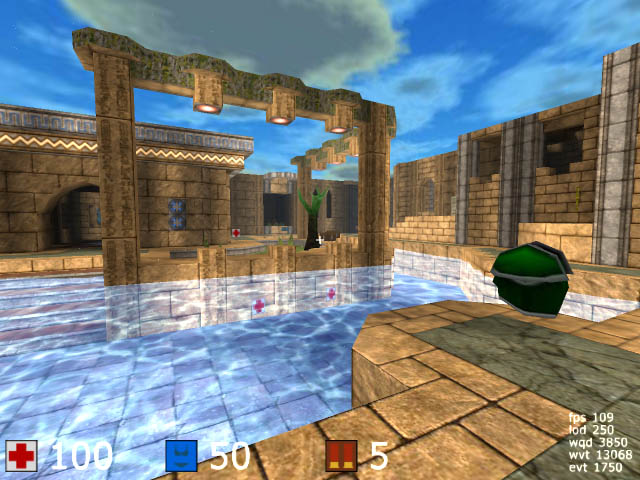
Beispiel aus Cube, in dem verschiedene Texturen und Gegenstände enthalten sind

Diese Art von Leveldesign ist wohl das typischste Leveldesign von Ego-Shootern seit der Verbreitung der ersten Ego-Shooter. Ein Level ist dabei in Form von mehreren Räumen aufgebaut, die mit einem 3D-Editor, wie etwa Valve Hammer-Editor für Half-Life 2 erstellt werden. Durch den Editor ist es direkt möglich, die Architektur eines Raumes quasi ohne Grenzen zu erstellen. Das Hauptproblem dabei besteht jedoch darin, dass die Räume möglichst detailliert dargestellt werden sollen, jedoch kann der Rechner meistens einen Level nicht komplett rendern ohne dabei dramatische Einbrüche in der Leistung in Kauf zu nehmen. Daher werden die Räume in logische Sichtabschnitte aufgeteilt, die meistens durch sogenannte VIS-Blocker (Der Begriff VIS stammt aus einem Renderprozess der Quake-Engine für Leveldateien, in dem der Rechner die Räume in logische Sichtgruppen einteilt) getrennt werden. Der Sinn dahinter ist, dass der Rechner nur den aktuellen VIS-Abschnitt und die angrenzenden VIS-Abschnitte rechnen muss und so Performance sparen kann. Jedoch eignet sich diese Art der Levelbeschaffenheit kaum für Außenareale oder große, detaillierte Räume, da dort meistens kaum oder gar keine VIS-Blocker existieren, weshalb neuere Engines immer seltener reine Indoor-Engines sind.
Diese Art kommt häufig bei Ego-Shootern und Action-Adventures vor.

## Outdoor-Design
Diese Art des Leveldesigns verwendet meistens eine Höhenmap. Auf Basis dieser sogenannten Heightmap berechnet die Engine des Spiels geometrische Formen und stellt diese dar. (Die Heightmap im Leveldesign ist nicht zu verwechseln mit der für die Erstellung von Texturen angewandte Technologie des Bumpmapping, obwohl es auch im Bump mapping Heightmapping-Verfahren gibt).
Mit einer Heightmap können meistens nur die Höhen verändert werden, weshalb recht organische Oberflächen entstehen. Da jedoch meistens nur Höhen samt Texturen direkt beeinflusst werden können, ist diese Form der Level häufig nur für Strategiespiele eingesetzt worden. Jedoch werden auch Ego-Shooter, wie etwa Battlefield 1942 mit einer Outdoor-Engine realisiert. Umgebungsgrafiken wie Häuser und Bäume sind dabei Modelle, die auf die Karte gesetzt werden. Outdoor Engines werden heute immer häufiger mit dem Indoor Design gemischt, sofern die verwendete Engine dies beherrscht. Da jedoch auch hier der Rechner nicht die gesamte Levelkarte in Echtzeit berechnen kann, werden weit entfernte Objekte durch der sogenannte LOD (Level of Detail) vereinfacht. Bei 3D-Spielen gibt es zudem eine maximale Sichtweite, nach der der Rechner aufhört, das Level weiter zu zeichnen. Meistens wird dieser Übergang durch einen Nebel verschleiert oder bei Strategiespielen durch einen festen Kamerawinkel begrenzt. Bei Strategie- und Aufbauspielen ist die Beschränkung der Sichtweite auf das Gameplay und zu meist nicht auf Begrenzungen der Grafikengine zurückzuführen (vgl. Nebel des Krieges.)
Diese Art kommt häufig bei Echtzeit-Strategiespielen und Ego-Shootern vor.